# 성전 (신학)
성전(聖傳, 라틴어: Tradition) 또는 거룩한 전승은 기독교의 신학 용어이다. 예수 그리스도의 모든 계시를 나타내는 말로 “신앙의 유산”(Depositum fidei)이 있는데, 여기에는 성경과 사도전승 등이 포함되어 있다.
천주교회나 동방 정교회에서 성경은 거룩한 전승의 일부로서 교리, 신앙생활상의 관행, 행동규범, 경신(敬神) 의식, 종교적 체험 등 초대교회부터 전승된 것들을 글로 써서 기록한 것이며, 성경의 내용은 오직 성전의 문맥 안에서 그리고 교회 공동체 내부에서 사도전승에 따라 조심스럽게 해석해야만 한다.
반면 개신교에서는 종교개혁의 두 가지 개선주의와 재건주의 전통에 따라 차이가 있다. 개선주의인 개신교 공교회주의 교단들에서는 성경과 사도전통, 7개 보편공의회 전승을 존중하며, 서방교회의 비기독교적 요소를 거부한다. 교회의 전통에 따라 성경해석의 기준을 제시하며, 공교회의 전통을 기준으로 여긴다. 재건주의인 개혁주의와 재세례파 교단들은 성경만이 거룩한 전승의 전부라고 이해하고 있다. 오직 성경(Sola Scriptura)만으로도 모든 그리스도인을 가르치기에 충분하고 완벽하며, 누구나 성경의 내용을 개인적으로 자유롭게 해석할 수 있다고 믿는다.

## 보편교회
보편교회의 영향은 거룩한 전승의 범위를 성경 뿐만 아니라 전승되어 이루어지는 모든 전통을 포함하여 이해한다. 11세기 이후 동방교회와 서방교회에도 유지되었다. 동방교회는 보편교회의 전승 유지를 강조한 반면, 서방교회는 추가적인 공의회를 통해 교황제와 추가 교리를 공인하였다. 이에 대한 반발로 서방교회에서는 종교개혁 찬성파와 반대파가 나뉘었고, 현재의 개신교회와 천주교회로 구분되었다. 개신교회는 보편공의회에서 벗어난 전승을 거부했으나, 천주교회는 더욱 강화하며 19세기 이후에도 교황무오, 성모승천 교리와 같은 추가 교리를 공인하였다.

## 천주교회의 주장
제2차 바티칸 공의회의 계시헌장 《하느님의 말씀 (Dei Verbum)》 제2장에서는 성전, 성경 그리고 교도권에 관해 다음과 같이 가르치고 있다.
성전과 성경은 교회에 위탁된 하느님의 말씀의 거룩한 단일위탁물이다. 이 위탁물에 집착한 거룩한 온 백성은 그들의 목자들과 일치하여 사도들의 가르침과 공동 생활, 빵을 나눔과 기도함에 있어 항구히 계속하고 있다(사도 2,42). 이것은 전해진 신앙을 간직하고 실천하며 선언하는 데에 주교와 신자들의 각별한 일치를 도모하기 위한 것이다.
기록된 하느님의 말씀이나 전해지는 하느님의 말씀에 대한 유권적 해석 임무는 예수 그리스도의 이름으로 권리를 행사하는 교회의 살아 있는 교도권에만 맡겨져 있다. 그러나 이 교도권은 하느님의 말씀보다 높은 것이 아니라, 하느님의 말씀에 봉사하고 전해진 것만을 가르치며, 하느님의 명령과 성령의 도우심으로 그것을 경건히 듣고 거룩히 보존하며 성실히 진수라고, 또한 하느님의 계시로 믿어야 한다고 제시된 모든 것을 신앙의 이 단일 위탁물에서 알아내는 것이다.
그러므로 성전과 성경과 교회의 교도권은 하느님의 가장 현명하신 계획에 의하여, 어느 하나가 없으면 다른 것이 성립될 수 없고, 이 세 가지가 동시에 또한 각각 고유한 방법으로 한 성령의 작용 아래 영혼들의 구원을 위하여 효과적으로 기여하도록 상호간에 연관되어 있고 결합되어 있음은 명백하다.
따라서 천주교회의 모든 교리는 성전 또는 성경 또는 성전과 성경을 해석하는 교도권에서 기인한 것이다. 천주교회에서는 성전과 성경을 하느님의 언행이 모두 포함된 하느님 계시의 유일한 사료(史料)로 취급한다.
이 계시의 계획은 업적과 말씀이 서로 긴밀히 연결되어 실현된다. 즉 구원의 역사 속에서 하느님께서 이루신 업적들은 말씀으로 가르침과 그리고 말씀들로 표현된 사실들을 드러내고 확인하며, 말씀들은 업적들을 선포하며 그 안에 포함된 신비들을 밝혀 준다. 이 계시를 통하여 하느님과 인간 구원에 관한 심오한 진리가 중재자이시며 동시에 모든 계시의 충만함이신 그리스도 안에서 우리에게 밝혀진다.
‘성전’이란 단어는 ‘넘겨 주다’, ‘전하다’라는 뜻의 라틴어 ‘trado, tradere’에서 기인한다. 하느님 말씀의 가르침은 성경에 쓰여 있다. 그리고 그 가르침은 글로 전해져 내려올 뿐만 아니라, 그 말씀대로 살아가는 사람들의 생활을 통해서도 전해져 내려오고 있다. 전통의 가르침은 명문화되어 있지는 않지만, 그리스도와 사도들을 본받아 그 가르침에 따라 사는 사람들의 생활 속에 이어져 오고 있다(1코린 11,2; 2테살 2,15). 이 전통의 가르침의 끊임없는 계승을 가리켜 살아있는 전승이라고 부르는데, 한 세대에서 다음 세대로 전통의 가르침을 전하는 것을 뜻한다.
교도권은 어떤 전통이 진짜인지를 결정하는 권위 있는 소임을 해왔다. 그러나 전통의 가르침을 계승하는 것의 주된 방법은 그리스도와 사도들의 시대부터 전해져 온 생활방식을 그대로 따르며 사는 모든 사람들의 생활, 그 자체이다.

## 개신교
대부분의 개신교에서는 다섯 솔라에 따라 거룩한 전승의 범위를 신약성경과 구약성경 만으로 한정하고 있다. 그러나 개신교의 역사적 근원은 서방교회에 기인하므로 크리스마스나 삼위일체, 부활절, 주일(Dominica) 등의 전통들만큼은 대체로 서방교회의 것을 계승하는 편이다.

## 같이 보기
- 성서
- 신앙의 유추